# Renato Cunha Valle
Renato Cunha Valle (5 de desembre de 1944) és un exfutbolista brasiler.
Va formar part de l'equip brasiler a la Copa del Món de 1974.